# Territoriale prelatuur Caravelí
De territoriale prelatuur Caravelí (Latijn: Praelatura Territorialis Caraveliensis) is een rooms-katholieke territoriale prelatuur met als zetel Caravelí, in Peru. De territoriale prelatuur is suffragaan aan het aartsbisdom Ayacucho o Huamanga. 

## Geschiedenis
De territoriale prelatuur werd opgericht op 21 november 1957, uit delen van het bisdom Ayacucho o Huamanga en het aartsbisdom Arequipa, en was suffragaan aan het aartsbisdom Arequipa. Op 30 juni 1966 wisselde het van kerkprovincie en werd suffragaan aan het nieuw verheven aartsbisdom Ayacucho o Huamanga. 

## Parochies
De territoriale prelatuur had in 2021 een oppervlakte van 30.000 km2 en telde 145.000 inwoners waarvan 94,8% rooms-katholiek was.

## Prelaten
- Federico Kaiser Depel (21 november 1957 - 25 mei 1971)
- Bernhard Franz Kühnel Langer (26 januari 1983 - 18 juni 2005; apostolisch administrator sinds juli 1972)
- Juan Carlos Vera Plasencia (18 juni 2005 - 16 juli 2014)
- Reinhold Nann (27 mei 2017 - heden)

Ayacucho o Huamanga (aartsbisdom) · Caravelí (territoriale prelatuur) · Huancavélica